# Reinhart Zimmermann
Reinhart Zimmermann (* 1. März 1936 in Erfurt; † 11. Juli 2010 in Berlin) war ein deutscher Bühnenbildner und Ausstattungsleiter der Komischen Oper Berlin.

## Leben und Werk
Zimmermann absolvierte in Erfurt zunächst eine Ausbildung zum Werbegestalter und Theatermaler. Er begann am Landestheater Halle 1954 als Bühnenbildassistent von Rudolf Heinrich. Anschließend wechselte er als Assistent von Henrich an die Komische Oper Berlin, wo er seit 1961 als Bühnenbildner und ab 1963 als Ausstattungsleiter tätig war.

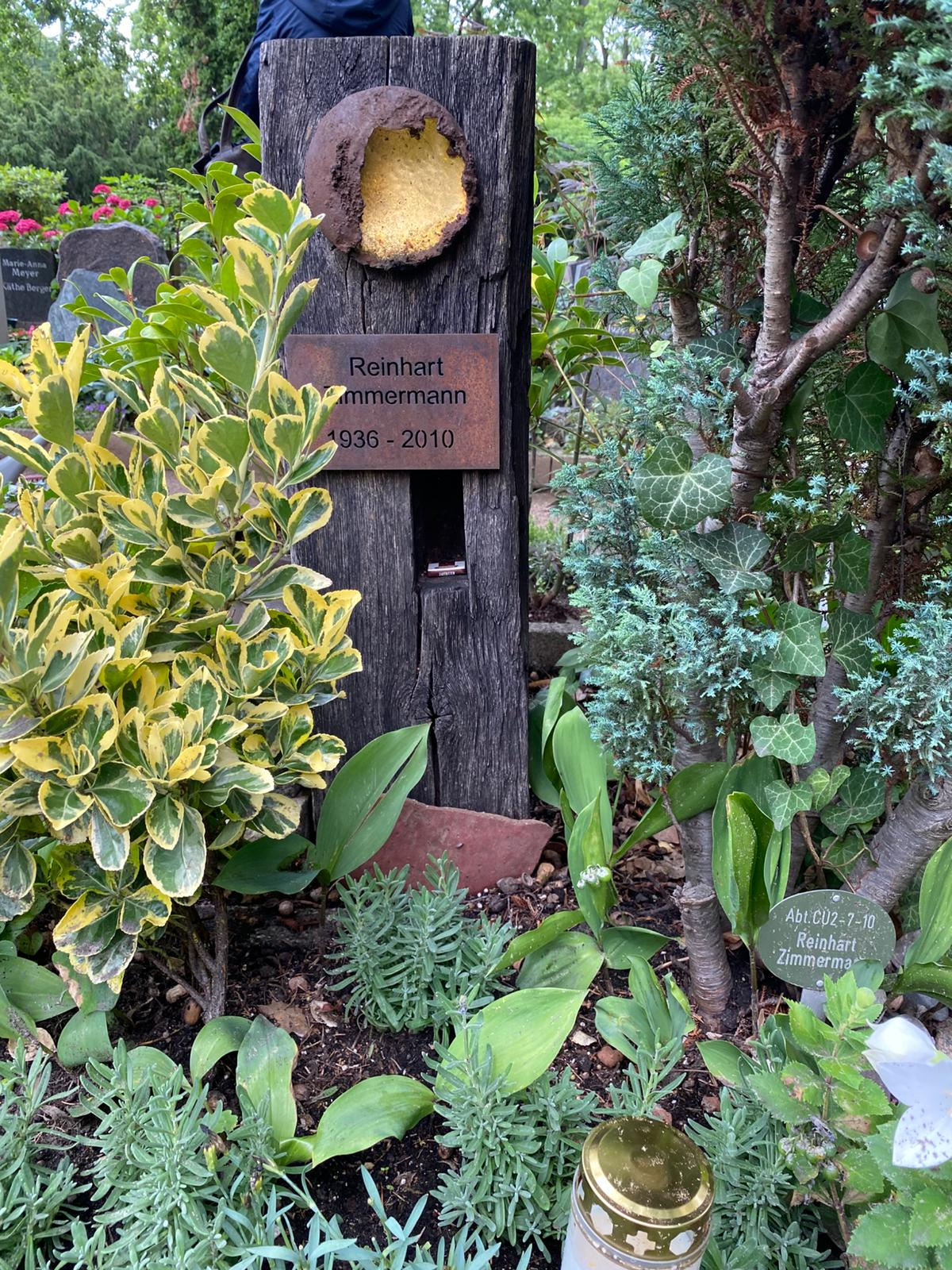
Grabstätte

Zu seinen bekanntesten Arbeiten zählen folgende Ausstattungen:
- zu Walter Felsensteins Inszenierung der Hochzeit des Figaro
- zu Joachim Herz’ Inszenierungen von Mahagonny und der Madama Butterfly
- zu Götz Friedrichs Inszenierungen von Jenůfa, Salome und Porgy and Bess
- zu Harry Kupfers Inszenierungen von Così fan tutte, Boris Godunow, Siegfried Matthus’ Judith, zu Rimski-Korsakows Märchen vom Zaren Saltan und Aribert Reimanns Lear

Reinhart Zimmermann hat die Inszenierungen von Felsenstein, Friedrich, Herz, Kupfer und Christine Mielitz wesentlich mitgeprägt.
Neben seinen Arbeiten für Berlin entwarf er als Gast-Bühnenbildner Ausstattungen für die Opernhäuser in Amsterdam, Cardiff, Dresden, Kopenhagen, Leipzig, London, Moskau, München, Paris, San Francisco, Stockholm, Vancouver, Wien und Zürich.
Zimmermann war bis 1990 Mitglied des Verbands Bildender Künstler der DDR und wurde 1977 mit dem Nationalpreis der DDR III. Klasse geehrt.
Die letzte Ruhestätte Reinhart Zimmermanns befindet sich auf dem Friedhof der Dorotheenstädtischen und Friedrichswerderschen Gemeinden.

## Filmografie
- 1966: Don Giovanni (Theateraufzeichnung)
- 1970: Hoffmanns Erzählungen (Studioaufzeichnung)
- 1976: Die Hochzeit des Figaro (Theateraufzeichnung)

## Ausstellungen (mutmaßlich unvollständig)
- 1977: Berlin, Bezirkskunstausstellung
- 1977/1978 und 1987/1988: Dresden, Kunstausstellung der DDR
- 1990: Berlin, Kunstforum der Grundkredit-Bank („Bühnenbildner aus der DDR“)